# Google Stadia
Google Stadia, o semplicemente Stadia, era una piattaforma di cloud gaming, sviluppata da Google e rilasciata il 19 novembre 2019, grazie alla quale era possibile giocare in streaming su vari dispositivi, conoscuita in sviluppo come Project Stream.
Era accessibile esclusivamente tramite internet con una connessione minima consigliata di 10 Mbps. Per utilizzare Stadia su una TV era necessario utilizzare il controller Stadia e Google Chromecast Ultra oppure scaricando l'app sui dispositivi Android TV compatibili. Era possibile giocare con mouse e tastiera o controller tramite il browser Google Chrome su qualsiasi PC; con controller compatibili su smartphone Google Pixel 2 o successivi, su alcuni modelli di dispositivi mobili, nonché su tablet con sistema operativo Chrome OS. La versione mobile di Google Stadia supportava anche i comandi touch screen.
Era disponibile nei seguenti Paesi: Belgio, Canada, Danimarca, Finlandia, Francia, Germania, Irlanda, Italia, Paesi Bassi, Norvegia, Spagna, Svezia, Regno Unito, Stati Uniti, Austria, Svizzera, Polonia, Portogallo, Repubblica Ceca, Slovacchia, Romania e Ungheria.
Tra le caratteristiche principali vi erano quelle di acquistare i giochi, in formato digitale, senza download e senza eseguire aggiornamenti, riprodurre i giochi in risoluzione 4K, ed effettuare un abbonamento a Stadia Pro. Tramite Stadia Pro i giocatori potevano usufruire di diversi videogiochi presenti all'interno di un catalogo, come avviene per i principali concorrenti, tra cui Playstation Plus, Extra e Premium, di Sony e Xbox Game Pass di Microsoft.
Era possibile inoltre anche  condividere il gameplay tramite uno streaming live su YouTube senza bisogno di alcun software aggiuntivo ma direttamente tramite lo stesso software. Vi era inoltre anche una funzione chiamata Crowd Play che permetteva agli spettatori di unirsi alle partite multiplayer che stanno guardando o di interagirne tramite quesiti e sondaggi.
Tramite la funzionalità Stream Connect si poteva invece condividere la schermata di gioco rendendola visibile agli altri giocatori che si trovano nella stessa partita. I giocatori potevano condividere anche i propri salvataggi attraverso una semplice immagine o video tramite la funzionalità State Share.
Nonostante i buoni propositi iniziali, Stadia non ha ottenuto il successo atteso, dunque Google ne ha annunciato la dismissione il 29 settembre 2022, provvedendo al rimborso dei relativi giochi e dispositivi entro il 18 gennaio 2023.

## Storia
Il 1 ottobre 2018 Google, in collaborazione con Ubisoft, annunciò ufficialmente Project Stream: una nuova piattaforma streaming che consentiva agli utenti di giocare attraverso il browser Chrome. Il primo videogioco in beta tester è stato Assassin's Creed: Odyssey e il progetto è stato esclusivamente disponibile negli Stati Uniti dal 5 ottobre 2018.
Tutto questo è iniziato dall'arrivo di Phil Harrison come vicepresidente e direttore generale di Google. Successivamente si è iniziato a parlare dell'evoluzione di questo progetto in un hardware col nome di Project Yeti.
Il 19 marzo del 2019 Google annuncia Stadia alla Game Developers Conference, affermando che Stadia è stata progettata per dare alle persone un modo nuovo di giocare e guardare i videogiochi insieme. Infatti, aggiunge Phil Harrison, il nome "Stadia", che è plurale di "stadium" in latino, è stato scelto per evocare un luogo di intrattenimento, in cui lo spettatore può scegliere di sedersi e guardare, o prendere parte attiva.
Per supportare Stadia, Google ha anche annunciato la fondazione di Stadia Games and Entertainment, con Jade Raymond nel ruolo di dirigente e responsabile. Fu annunciato che oltre a sviluppare i propri giochi, Stadia Games and Entertainment sarebbe servito a supportare la transizione dei titoli di terze parti al servizio Stadia. La chiusura di Stadia Games and Entertainment è stata annunciata il giorno 1 febbraio 2021 annunciando che lo sviluppo di esclusive sarà affidato a studi di sviluppo terzi con maggiore esperienza nel campo.
Il 6 giugno 2019 è stato possibile pre-ordinare l'edizione speciale Stadia Founder's Edition che includeva un Google Chromecast Ultra, un controller Stadia in edizione limitata Night Blue, tre mesi di abbonamento a Stadia Pro, un Buddy Pass per invitare un amico, Possibilità di scegliere in anteprima il proprio nome utente per Stadia e un Badge esclusivo.
Il 18 settembre 2019 Google ha annunciato che la Founder’s Edition è terminata. Fu quindi resa disponibile una nuova edizione chiamata Stadia Premier Edition, che conteneva un Controller Stadia e un Google Chromecast Ultra.
Dall'8 aprile 2020 tutti i nuovi utenti possono iscriversi gratuitamente a Stadia e ottenere un mese gratis di Stadia Pro o utilizzare il servizio in modo del tutto gratuito e acquistando i giochi che si intende giocare senza bisogno di alcun abbonamento.
Il 10 settembre 2020 durante l'evento Ubisoft Forward è stata annunciata una demo esclusiva in anteprima per Immortals Fenyx Rising in esclusiva Stadia.
Il 29 settembre 2022, Google ha annunciato la chiusura di Stadia, interrompendo il servizio a partire dal 18 gennaio 2023. Google ha rimborsato agli utenti tutti i giochi e gli acquisti di hardware Stadia effettuati tramite Google Store.

## Caratteristiche
La piattaforma Stadia consentiva di giocare sugli schermi di diversi dispositivi, come TV, laptop, computer desktop, tablet e dispositivi mobili grazie al Controller Stadia o mouse e tastiera, oltre a numerosi controller di gioco conformi allo standard HID. Da giugno 2021 fu possibile giocare a Stadia sulle Smart TV LG e sui dispositivi Android TV, incluso il Chromecast con Google TV di Google. La compatibilità dello Stadia controller al momento della chiusura del servizio era la seguente:
| Compatibilità             | TV con Chromecast Ultra | Google Chrome                | Dispositivi Android e iOS    | Smart TV LG            | Dispositivi Android TV       |
| ------------------------- | ----------------------- | ---------------------------- | ---------------------------- | ---------------------- | ---------------------------- |
| Controller Stadia         | Connettività Wi-Fi      | Connettività USB e Wi-Fi     | Connettività USB e Wi-Fi     | Connettività Wi-Fi     | Connettività Wi-Fi           |
| Tastiera e mouse          | Non disponibile         | Connettività USB e Bluetooth | Non disponibile              | Non disponibile        | Connettività USB e Bluetooth |
| Controller DualShock 4    | USB a Stadia controller | Connettività USB e Bluetooth | Connettività USB e Bluetooth | Connettività Bluetooth | Connettività Bluetooth       |
| Controller Xbox One       | USB a Stadia controller | Connettività USB e Bluetooth | Connettività USB e Bluetooth | Connettività Bluetooth | Connettività Bluetooth       |
| Controller Xbox One Elite | Non disponibile         | Connettività USB             | Connettività USB             | Non disponibile        | Connettività USB             |
| Xbox Adaptive Controller  | USB a Stadia controller | Connettività USB e Bluetooth | Connettività USB e Bluetooth | Connettività Bluetooth | Connettività USB e Bluetooth |
| Controller Xbox 360       | Non disponibile         | Connettività USB             | Connettività USB             | Non disponibile        | Connettività USB             |
| Switch Pro Controller     | Non disponibile         | Connettività USB e Bluetooth | Non disponibile              | Connettività Bluetooth | Connettività Bluetooth       |

Per utilizzare i controller DualShock 4 e Xbox One su una TV con Chromecast Ultra è necessario collegarli tramite un cavo USB-C al controller Stadia connesso tramite Wi-Fi.
È necessaria una connessione a Internet con una velocità minima consigliata. I requisiti di velocità Internet per i diversi tipi di qualità delle immagini dei servizi di Stadia erano i seguenti:
|                                | Stadia Base  | Stadia Base | Stadia Base | Stadia Pro           | Stadia Pro   | Stadia Pro  |
| Velocità minima di connessione | Risoluzione  | Audio       | Codec       | Risoluzione          | Audio        | Codec       |
| ------------------------------ | ------------ | ----------- | ----------- | -------------------- | ------------ | ----------- |
| 10 Mbit/s                      | 720p 60 fps  | Stereo      | H.264       | 720p 60 fps con HDR  | Stereo       | H.264       |
| 20 Mbit/s                      | 1080p 60 fps | Stereo      | H.264 / VP9 | 1080p 60 fps con HDR | 5.1 Surround | H.264 / VP9 |
| 35 Mbit/s                      | 1080p 60 fps | Stereo      | H.264 / VP9 | 4K 60 fps con HDR    | 5.1 Surround | VP9         |

I giocatori potevano iniziare i giochi senza dover scaricare alcun contenuto sul proprio dispositivo personale o effettuare aggiornamenti.

## Hardware

### Data Center
La capacità di calcolo dei data center di Google prometteva di arrivare a 10,7 Teraflops, disponendo di server con una GPU Custom AMD e processore x86 Custom con frequenza da 2,7GHz. I giochi avevano così una risoluzione a 4k in HDR a 60 fotogrammi al secondo e si prevedeva di raggiungere infine anche i 120 fotogrammi al secondo con risoluzione 8K.

### Controller Stadia
Con il controller Stadia si potevano giocare su TV, laptop, computer desktop e telefoni Android passando da un dispositivo all'altro. Il controller Stadia permetteva di avere un controllo preciso e senza lag perché direttamente collegato ai data center di Google. Disponeva di connettività WI-FI dual-band (2,4/5 GHz) IEEE 802.11 a/b/g/n/ac, Bluetooth Low Energy 4.2 (BLE) e jack cuffie da 3,5 mm per cuffie con o senza microfono. Aveva una porta USB-C per la ricarica o per collegamento ad altri dispositivi tramite cavo. Era  compatibile anche con HID. Il controller proponeva inoltre anche due pulsanti particolari: il pulsante Assistente Google che permetteva di attivare il microfono e utilizzare le funzioni di Assistente Google e il pulsante Capture che permetteva invece di acquisire immagini e video.
In seguito alla chiusura del servizio, venne rilasciato un aggiornamento manuale applicabile tramite uno strumento ufficiale WEB per abilitare la modalità Bluetooth Low Energy sul controller Stadia (per consentire la connessione a tutti i dispositivi e piattaforme di gioco) e da eseguire tramite il browser Chrome v108 o superiore, entro il 31 Dicembre 2023.

### Chromecast Ultra
Chromecast Ultra è un dispositivo di streaming che si collega alla porta HDMI della TV, supporta tutte le risoluzioni fino a 4K Ultra HD e HDR. Ha una connessione Wi-Fi 802.11ac (2,4 GHz/5 GHz) 1 x 2 MISO, una porta Micro USB per ricarica e trasferimento dati e una porta Ethernet.

## Software
Il sistema operativo alla base dei server Stadia era basato su Linux Debian, su cui si appoggiavano le API Vulkan per il calcolo e la grafica multipiattaforma.
L'utente finale per accedere al servizio poteva utilizzare qualsiasi dispositivo e sistema operativo con un browser internet basato su Chromium.

## Specifiche tecniche

### Data Center
I data center furono in continua evoluzione, arrivando al 2020 con le seguenti specifiche:
- Central Processing Unit (CPU)
  - Personalizzata x86 con Hyper-Threading da 2,7 GHz
  - SIMD AVX2
  - Cache L2 + L3 da 9,5 MB
- Graphics Processing Unit (GPU)
  - Personalizzata AMD
  - Memoria video HBM2 condivisa con la CPU
  - 56 unità di calcolo
  - Prestazioni fino a 10,7 teraFLOPS
- Memoria
  - 16 GB di memoria HBM2 con prestazioni fino a 484GB/s condivisa tra CPU e GPU
- Sistema operativo
  - Linux Debian e API Vulkan
- Archiviazione
  - Spazio di archiviazione su cloud SSD NVMe ad altissima velocità (fino a 8GB/s)

### Controller Stadia
- Comunicazione
  - Connettività Wi-Fi dual-band (2,4/5 GHz) IEEE 802.11 a/b/g/n/ac
  - Bluetooth Low Energy 4.2 (BLE)
  - Porta USB-C
- Uscite Audio
  - Jack cuffie da 3,5 mm per cuffie con o senza microfono
  - USB-C per cuffie cablate e/o con dongle wireless con o senza microfono
- Input
  - Microfono integrato
- Dimensioni e massa
  - Larghezza: 163 mm
  - Profondità: 65 mm
  - Altezza: 105 mm
  - Massa: 268 g

### Chromecast Ultra
- Comunicazione
  - Wi-Fi 802.11ac (2,4 GHz/5 GHz) 1 x 2 MISO
  - Porta Ethernet sull'alimentatore
  - Micro USB
- Uscita Audio/Video
  - HDMI
- Dimensioni e massa
  - Larghezza: 58,2 mm
  - Profondità: 13,7 mm
  - Altezza: 58,2 mm
  - Massa: 47 g

## Titoli
Al lancio Stadia ha pubblicato l'esclusiva Gylt in collaborazione con Tequila Works. Il 18 dicembre 2019 è uscito il primo gioco che utilizza la funzione "Stream Connect" e il 1º luglio 2020 il primo gioco con la funzione "State Share".

## Recensioni

### Prepubblicazione
Durante la sua beta, il servizio ha ricevuto impressioni iniziali positive dai revisori, superando le aspettative e rendendo il gioco in streaming come un'alternativa valida ai giochi per PC. I revisori hanno riferito che il servizio di streaming aveva una bassa latenza e sembrava che il gioco venisse riprodotto localmente. A seconda della velocità del Wi-Fi, tuttavia, il gioco a volte ne comprimeva la risoluzione dello schermo o rimaneva indietro. Un test di The Verge non ha rilevato problemi di lag su una connessione Ethernet cablata e occasionali balbuzie su una connessione Wi-Fi condivisa. Tuttavia, anche su una connessione cablata, lo streaming non ha prodotto output a risoluzione 4K e occasionalmente è diventato sfocato con artefatti di compressione. Il revisore ha riportato la migliore esperienza sul Pixelbook di Google. Polygon ha rilevato che la compressione audio del servizio è evidente.
Ars Technica ha osservato che la sequenza di login di Project Stream era molto più semplice di quella di altri servizi.